# Erotica
Erotica je páté studiové album americké zpěvačky a skladatelky Madonny, které bylo vydáno 20. října 1992 společností Maverick Records. Album bylo vydáno současně s Madonninou první knihou Sex. Americká asociace nahrávacího průmyslu (RIAA) album označila za zlaté, platinové a 2x platinové 6. ledna 1993. Toto označení znamená, že ve Spojených státech amerických se prodalo přes 2 miliony nosičů a celosvětově nejméně 5 milionů nosičů. Erotica je konceptuální album o lidské sexualitě a vztazích mezi lidmi. Každá skladba zkoumá jinou stránku sexuality, většinou ve spojení se sexuálními vztahy.

## Seznam skladeb
| Pořadí | Název             | Hudba              | Text                                     | Délka |
| ------ | ----------------- | ------------------ | ---------------------------------------- | ----- |
| 1.     | Erotica           | Madonna, Pettibone | Madonna, Shep Pettibone, Anthony Shimkin | 5:20  |
| 2.     | Fever             | Madonna, Pettibone | Eddie Cooley, John Davenport             | 5:00  |
| 3.     | Bye Bye Baby      | Madonna, Pettibone | Madonna, Pettibone, Shimkin              | 3:56  |
| 4.     | Deeper and Deeper | Madonna, Pettibone | Madonna, Pettibone, Shimkin              | 5:33  |
| 5.     | Where Life Begins | Madonna, Betts     | Madonna, André Betts                     | 5:57  |
| 6.     | Bad Girl          | Madonna, Pettibone | Madonna, Pettibone, Shimkin              | 5:23  |
| 7.     | Waiting           | Madonna, Betts     | Madonna, Betts                           | 5:46  |
| 8.     | Thief of Hearts   | Madonna, Pettibone | Madonna, Pettibone, Shimkin              | 4:51  |
| 9.     | Words             | Madonna, Pettibone | Madonna, Pettibone, Shimkin              | 5:55  |
| 10.    | Rain              | Madonna, Pettibone | Madonna, Pettibone                       | 5:25  |
| 11.    | Why's It So Hard  | Madonna, Pettibone | Madonna, Pettibone, Shimkin              | 5:23  |
| 12.    | In This Life      | Madonna, Pettibone | Madonna, Pettibone                       | 6:23  |
| 13.    | Did You Do It?    | Madonna, Betts     | Madonna, Pettibone, Betts                | 4:54  |
| 14.    | Secret Garden     | Madonna, Betts     | Madonna, Betts                           | 5:32  |